# Tim Collins (Musiker)

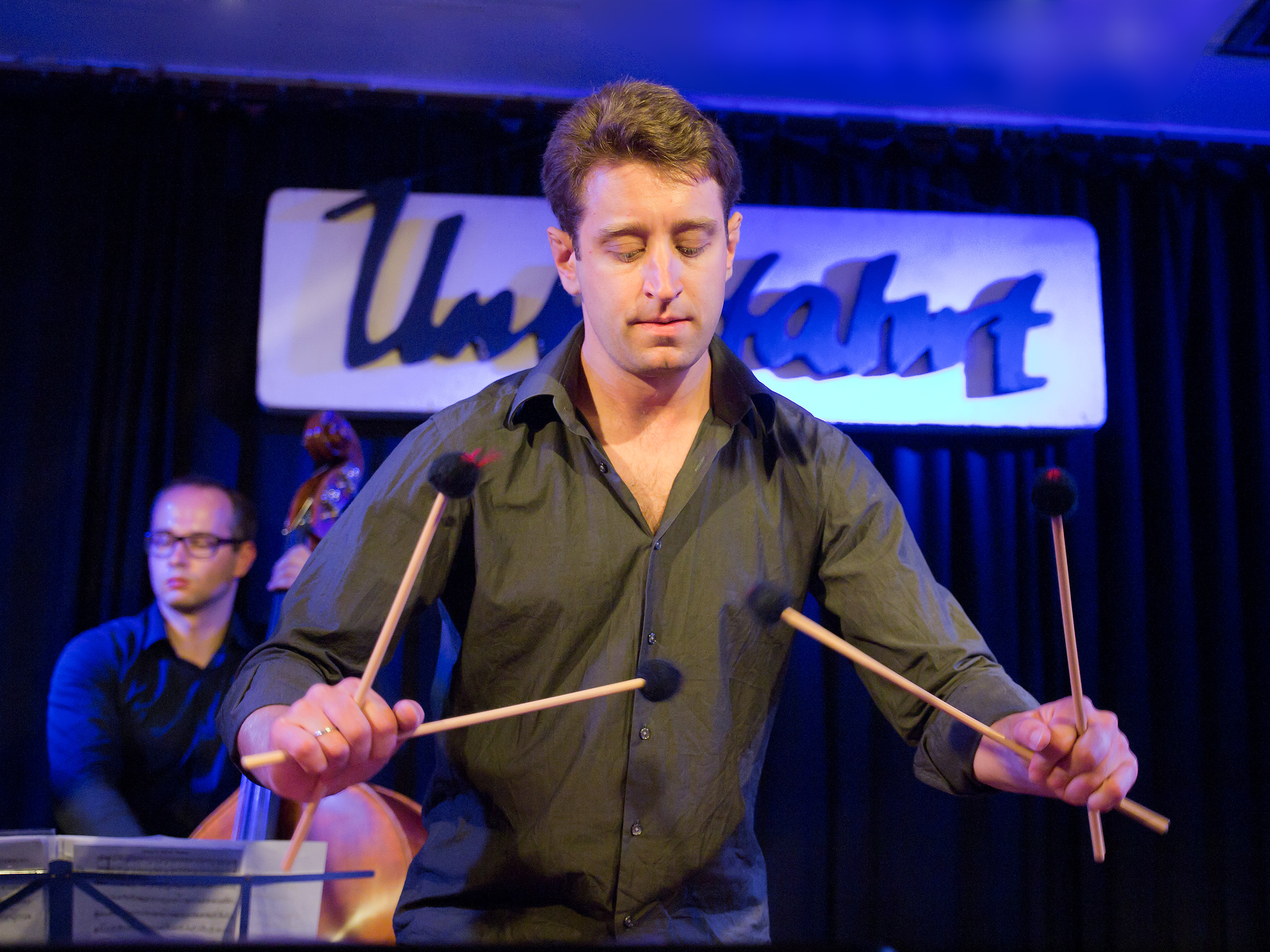
Tim Collins (2011, hinten links Peter Cudek)

Tim Collins (* 20. April 1977 in Plattsburgh, New York) ist ein amerikanischer Jazzmusiker (Vibraphon, Komposition).

## Leben und Wirken
Collins erhielt ab dem Alter von sechs Jahren klassischen Klavier- und Schlagzeugunterricht. Er studierte klassisches Schlagwerk am Ithaca College bei Gordon Stout, der ihn für die Marimba interessierte. Im zweiten Studienjahr begann er auch das Spiel im Jazz zu rezipieren und beschloss, sich ein Vibraphon zu kaufen, das sein Hauptinstrument wurde. Sein weiteres Studium absolvierte er an der Manhattan School of Music bei Joe Locke. Dort musizierte er mit Miguel Zenón, Steve Kirby, Aaron Parks und John Benitez.
An seinem Debütalbum Valcour (Arabesque Records 2007) waren Ingrid Jensen, Aaron Parks und der Schlagzeuger Simon Lott beteiligt. 2008 folgte das Album Fade (Ropeadope Digital), das Charlie Hunter produzierte. Für sein drittes Album Castles and Hilltops (19/8 Records 2011), auf dem er mit Danny Grissett, Matt Clohesy und Tommy Crane spielte, erhielt er gute Kritiken, etwa bei JazzTimes. 2013 kam die EP Crazy Cat mit  Matthias Bublath, Peter Cudek und Paul Wiltgen heraus. Mit einem Trio, das er mit Masaki Kai und Shin’ya Fukumori bildete, legte er 2020 das Album Uncertainty als Eigenproduktion vor. Gemeinsam mit dem Gitarristen Bjørn Vidar Solli, dem Bassisten Daniel Franck und dem Schlagzeuger Hermund Nygård gehörte er zum Quartett Gigglemug, das das Album Weisenheimer veröffentlichte. Im Trio mit dem Organisten Bublath und dem Schlagzeuger Christian Lettner erschien 2023 bei GLM das Album For Good People.
Collins ist mit seiner eigenen Gruppe und als Sideman international getourt. Nach einer Zeit in Salzburg lebt er seit 2010 in München. Er arbeitete mit Donny McCaslin, Antonio Sanchez, George Porter Jr., John Ellis, John Hollenbeck, Ralph Alessi, Marty Ehrlich, Nasheet Waits, Ben Monder, Joel Frahm, Aaron Goldberg, Mike Moreno, Seamus Blake und Adam Nussbaum. Er ist auch auf Alben von Sam Barsh, Thomas Barber, Hector Martignon, Chihiro Yamanaka, Peter O’Mara, Andrea Hermenau, Carolyn Breuer, Bjørn Solli und Henning Sieverts zu hören.

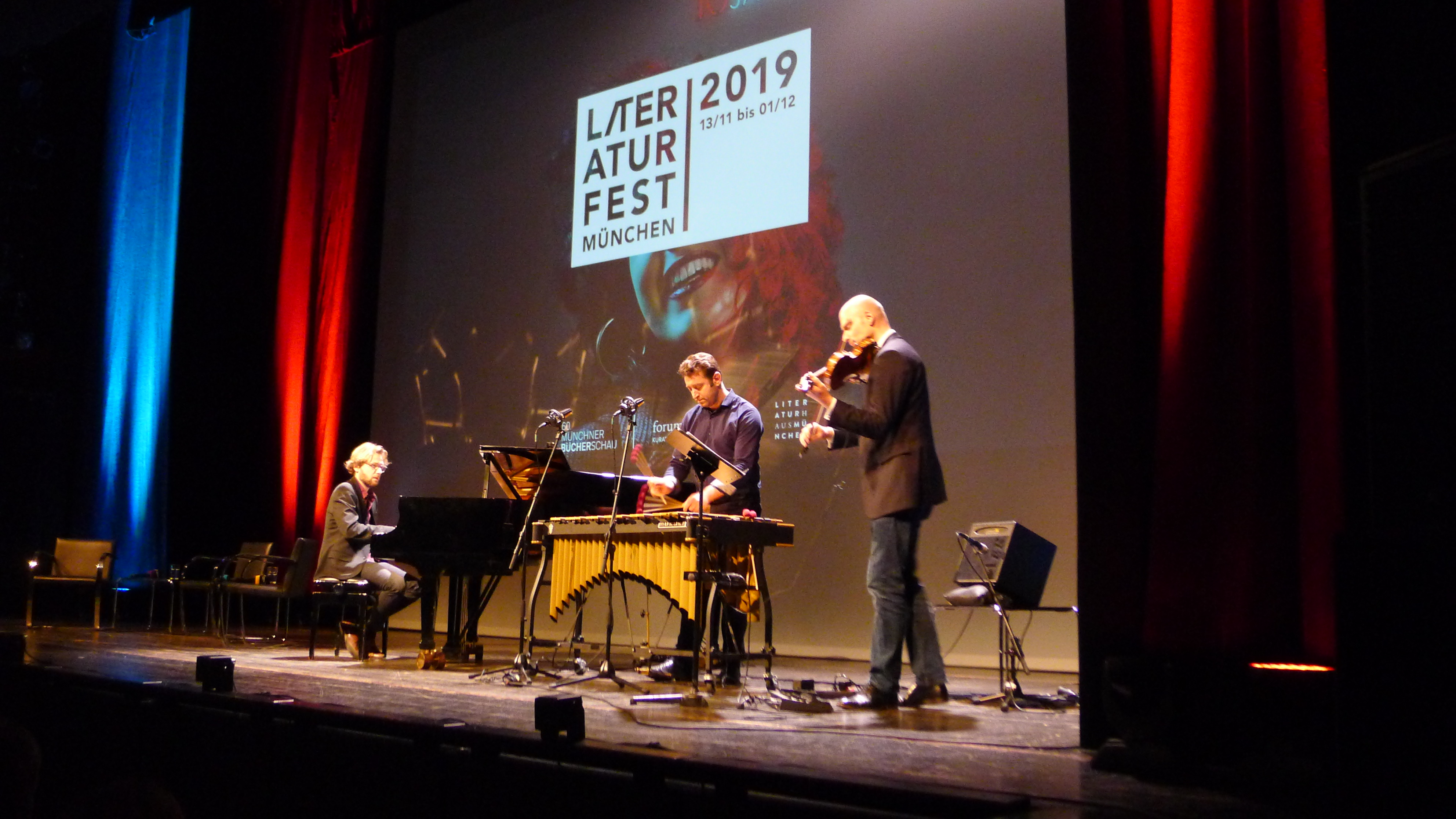
Tim Collins (Mitte) 2019 im Trio von Max Grosch